# Kanton Maure-de-Bretagne
Maure-de-Bretagne is een voormalig kanton van het Franse departement Ille-et-Vilaine. Het kanton maakte deel uit van het arrondissement Redon. Het werd opgeheven bij decreet van 18 februari 2014 met uitwerking op 22 maart 2015.

## Gemeenten
Het kanton Maure-de-Bretagne omvatte de volgende gemeenten:
- Bovel
- Les Brulais
- Campel
- La Chapelle-Bouëxic
- Comblessac
- Loutehel
- Maure-de-Bretagne (hoofdplaats)
- Mernel
- Saint-Séglin